# Builders of Egypt
Builders of Egypt est un city-builder économique qui se déroule dans l'Égypte antique. L'histoire commence dans une période pré-dynastique peu connue. Le joueur peut observer la naissance de la civilisation égyptienne et le jeu se termine par la chute du royaume ptolémaïque et la mort de Cléopâtre.

## Système de jeu
Builders of Egypt a des similitudes avec les précédents city-builders d'Impressions Games qui se déroulent dans l'Égypte antique : il est le successeur spirituel de Pharaon et Immortal Cities : Les Enfants du Nil,.

## Développement
Builders of Egypt: Prologue, une version de démonstration, est sortie le 2 mars 2020,.